# Zagrebačka nogometna liga 1953./54.
Zagrebačka nogometna liga je bila liga četvrtog stupnja nogometnog prvenstva Jugoslavije za sezonu 1953./54.
 Sudjelovalo je 13 klubova, a prvak je bio "Trešnjevka". 

## Ljestvica
| mj. | klub               | ut. | pob. | ner. | por. | gol+ | gol- | bod |
| --- | ------------------ | --- | ---- | ---- | ---- | ---- | ---- | --- |
| 1. | Trešnjevka Zagreb  | 24  | 21   | 1    | 2    | 73   | 18   | 43  |
| 2. | Mladost Zagreb     | 24  | 19   | 1    | 4    | 77   | 40   | 39  |
| 3. | Tekstilac Zagreb   | 24  | 17   | 3    | 4    | 61   | 30   | 37  |
| 4. | Rade Končar Zagreb | 24  | 16   | 2    | 6    | 70   | 33   | 34  |
| 5. | Grafičar Zagreb    | 24  | 12   | 4    | 8    | 46   | 41   | 28  |
| 6. | Poštar Zagreb      | 24  | 9    | 3    | 12   | 34   | 46   | 21  |
| 7. | Jedinstvo Zagreb   | 24  | 7    | 6    | 11   | 42   | 49   | 20  |
| 8. | Borac Zagreb       | 24  | 7    | 4    | 13   | 38   | 78   | 18  |
| 9. | Mesarski Zagreb    | 24  | 7    | 2    | 15   | 40   | 58   | 16  |
| 10. | ZET Zagreb         | 24  | 5    | 5    | 14   | 38   | 50   | 15  |
| 11. | Dubrava Zagreb     | 24  | 5    | 5    | 14   | 35   | 56   | 16  |
| 12. | Slavija Zagreb     | 24  | 6    | 2    | 16   | 37   | 55   | 14  |
| 13. | Maksimir Zagreb    | 24  | 3    | 6    | 15   | 30   | 65   | 12  |
| |                    |     |      |      |      |      |      |     |
| Budući da je Tekstilac trebao igrati u višem rangu, a na kraju nije, priključio se u I. razred tek sredinom listopada. Dubrava je u proljetnom dijelu zamijenila Građevinar na način da je dotadašnji Građevinar preimenovan u Dubrava, a taj novi klub je preuzeo tradiciju prijašnje Dubrave odnosno Saobraćaja. |                    |     |      |      |      |      |      |     |

## Vanjske poveznice
- nk-maksimir.hr